# Roudnice nad Labem
Roudnice nad Labem (in tedesco Raudnitz an der Elbe) è una città della Repubblica Ceca facente parte del distretto di Litoměřice, nella regione di Ústí nad Labem, situata sulla riva sinistra del fiume Elba. Con circa 13 000 abitanti si estende su una superficie di 16, 67 km² e comprende anche il villaggio di Podlusky.

## Storia
Si tratta di una delle più antiche città della Boemia, il nome originale Rúdník o Rúdnica derivò dall'omonimo ruscello le cui acque contengono molto ferro. Le prime testimonianze scritte di Roudnice nad Labem provengono da un periodo relativamente tardo, dagli anni 1167 e 1176; ricevette i diritti comunali nel XII secolo. A cavallo tra il XII e il XIII secolo ci fu costruito un castello romanico di pietra. Nel XIII e XIV secolo la costruzione continuò, il vescovo Jan di Dražice (1280 circa – 1343) costruì nel 1333 uno dei tre più antichi ponti di pietra in Boemia e il primo ponte sull'Elba. Con tutta probabilità ci fu ordinato prete Jan Hus. Il castello fu visitato dall'imperatore Carlo IV e al suo comando ci fu internato il tribuno Cola di Rienzo.
Nel XV secolo la città fu conquistata e saccheggiata più volte dagli hussiti (1421 Jan Žižka, 1425 Jan Roháč di Dubá). Dopo le guerre hussite la città e il castello cambiarono di mano parecchie volte. Il progetto per il rimaneggiamento barocco del castello fu sviluppato dai principali architetti del tempo: Pietro de Colombo, Francesco Caratti, Carlo Orsolini e Carlo Lurago. Durante la guerra dei trent'anni nel 1634 e 1639 la città fu bruciata e danneggiata dalle truppe svedesi. La costruzione del castello fu completata nel 1684 sotto Venceslao Eusebio di Lobkowicz dall'architetto Antonio Della Porta. La famiglia aristocratica dei Lobkowicz fu una delle più influenti famiglie della Boemia e rimase tale anche all'epoca della Cecoslovacchia.
Nel XIX secolo Roudnice divenne il centro industriale ed economico della regione. Il castello fu nazionalizzato nel 1945 e il suo prezioso deposito (soprattutto la biblioteca e galleria d'arte) fu disperso e collocato in altri castelli e musei della Repubblica Ceca. I membri della famiglia Lobkowicz furono sempre importanti collezionisti d'arte. Nell'ex maneggio fu fondata la Galleria d'arte moderna dei secoli XIX e XX, tra i più apprezzati autori c'è l'impressionista Antonín Slavíček.

## Geografia fisica
La città si trova su un terreno in declivio verso il fiume Elba sulla sua riva sinistra, vicino al monte Řip e a circa 35 km a nord di Praga.

## Monumenti
Il castello di Roudnice sorge su un poggio, sovrasta e domina tutta la città, in posizione centrale. Fu il primo castello ceco di pietra non costruito dal monarca ed una delle residenze preferite dalla maggior parte dei vescovi di Praga.
La Torre civica (Hláska), del XV secolo, con una galleria ed il tetto barocco, è successivamente diventata torre di osservazione.
Chiesa gotica della Natività della Vergine Maria, fondata da Jan di Dražice nel 1333 come parte del monastero agostiniano, costruita dall'architetto francese Guglielmo di Avignone e negli anni 1725 – 1750 rimaneggiata da Ottavio Broggio in stile gotico barocco.
Chiesa rinascimentale di San Venceslao degli anni 1615 – 1628 presso l'ex Convento dei Cappuccini, ristrutturata nel 1729.
Cappella barocca di San Guglielmo, del 1729, di Ottavio Broggio con affreschi e pala d'altare di Václav Vavřinec Reiner.
Vecchio cimitero ebraico del 1613 con le disordinate lapidi barocche, rinascimentali e classicistiche. Si tratta di un monumento storico e culturale della Repubblica Ceca.